# Bergenstammia carniolica
Bergenstammia carniolica är en tvåvingeart som beskrevs av Horvat 1994. Bergenstammia carniolica ingår i släktet Bergenstammia och familjen dansflugor. Inga underarter finns listade i Catalogue of Life.